# Lluïsa Amàlia de Brunsvic-Lüneburg
Lluïsa Amàlia de Brunsvic-Lüneburg (en alemany Luise Amalie von Braunschweig-Wolfenbüttel) va néixer a Wolfenbüttel el 29 de gener de 1722 i va morir a Berlín el 13 de gener de 1780. Era filla del duc Ferran Albert II (1680-1735) i d'Antonieta Amàlia de Brunsvic-Lüneburg (1696-1762).
El 1742 es va casar a Berlín amb August Guillem de Prússia (1722-1758), fill del rei Frederic Guillem I (1688-1740) i de Sofia Dorotea de Hannover (1687-1757). El matrimoni va tenir quatre fills:
- Frederic Guillem II (1744-1797), que es va casar amb Frederica Lluïsa de Hessen-Darmstadt.
- Frederic Enric (1747-1767).
- Guillemina (1751-1820), casada amb Guillem V d'Orange
- Jordi Carles Emili (1758-1759).